# Ożomla (gmina)
Gmina Ożomla – dawna gmina wiejska funkcjonująca w latach 1941–1944 pod okupacją niemiecką w Polsce. Siedzibą gminy był Ożomla.
Gmina Ożomla została utworzona przez władze hitlerowskie z terenów okupowanych przez ZSRR w latach 1939–1941 (vide rejon jaworowski), stanowiących przed wojną gminę Ożomla Mała (bez Siedlisk) oraz część gminy Bruchnal (Czołhynie, Mużyłowice i Przyłbice) w powiecie jaworowskim w woj. lwowskim (obie gminy zniesiono pod okupacją).
Gmina weszła w skład powiatu lwowskiego (Kreishauptmannschaft Lemberg), należącego do dystryktu Galicja w Generalnym Gubernatorstwie. W skład gminy wchodziły miejscowości: Czerczyk, Czołhynie, Laszki, Mużyłowice, Nowosiółki, Ożomla, Przyłbice i Rogóźno.
| Miejscowości / gromady                                         | Rejon w ZSRR (1939–1941) | Gmina (II RP) | Powiat (II RP) |
| -------------------------------------------------------------- | ------------------------ | ------------- | -------------- |
| Czerczyk, Laszki, Nowosiółki, Ożomla (z Ożomlą Małą) i Rogóźno | jaworowski               | Ożomla Mała   | jaworowski     |
| Czołhynie, Mużyłowice (z Mużyłowicami-Kolonią) i Przyłbice     | jaworowski               | Bruchnal      | jaworowski     |

Po wojnie obszar gminy włączono do ZSRR.